# Reinos naturais
Reinos naturais ou reinos da natureza (em latim: regna naturae) é a designação de base aristotélica, mas introduzida nas modernas ciências da natureza por Emanuel König (1682), utilizada para designar os três grandes grupos da natureza: reino animal, reino vegetal e o reino mineral.
Esta taxonomia serviu de base a Carl von Linné para desenvolver o seu Systema naturae e está na origem da designação dos actuais níveis taxonómicos de topo (domínio, império e reino) utilizados na moderna sistemática (ou classificação biológica).